# تلمبة عشايري دامداري (محمد أباد كرمان)
تلمبة عشایري دامداري (بالإنجليزية: Tolombeh-ye Ashayiri Damdari)‏ هي منطقة سكنية تقع في إيران في Mohammadabad Rural District. يقدر عدد سكانها بـ 82 نسمة .